# Marios Joannou Elia
Marios Joannou Elia (* 19. Juni 1978 in Pafos) ist ein zyprischer Komponist. Er war an bedeutenden Initiativen beteiligt, so war er u. a. jüngster künstlerischer Leiter in der Geschichte der Kulturhauptstadt Europas (von 2013 bis 2015). Zudem ist er Tourismus-Botschafter der Republik Zypern. Seit 2016 ist Elia künstlerischer Leiter des Großprojekts „Sound of Vladivostok“, im Auftrag der Zarya Foundation, in Russland.

## Studium
Marios Joannou Elia studierte an der Universität für Musik und darstellende Kunst Mozarteum Salzburg in der Kompositionsklasse bei Adriana Hölszky, 2005 Abschluss mit Mag.Art. Zudem absolvierte er Studien in Gitarre, Musikpädagogik und Musiktheorie.
2001/02 wurde Elia zum erfolgreichsten Mozarteums-Studenten. Dafür erhielt er ein Stipendium des Österreichischen Bundesministeriums für Bildung, Wissenschaft und Kultur. Weiters wurde ihm das Österreichische Leistungsstipendium für Komposition sowie das Rektor-Stipendium der Universität Mozarteum zuerkannt. Erweitert wurde das Kompositionsstudium unter Klaus Huber an der Hochschule für Musik in Basel. Weitere Anregungen erfuhr er durch Boguslaw Schaeffer und Michael Finnissy sowie durch Begegnungen mit Künstlern wie Karlheinz Stockhausen, Helmut Lachenmann und Georges Aperghis.
Elia studierte auch Musikwissenschaft an der Universität für Musik und darstellende Kunst Wien. Der Titel seiner Forschungsarbeit heißt „Zeitgenössische Musik und ihre Wahrnehmungsformen im Kontext von Polyästhetik und Polymedialität“.
2010 promovierte er zum Doktor der Philosophie an der University of Southampton.

## Leben
Zu seinen ersten internationalen Erfolgen gehören die Aufführung durch die Cambridge University New Music Society von With a pair of scissors and thousand threads (2002). Im selben Jahr fand auch die Premiere seines ersten Musiktheaterwerks im Wiener Saal der Internationalen Stiftung Mozarteum Salzburg statt. Zwei Jahre später widmeten drei Theater Salzburgs ihm und seiner Musik abendfüllende, inszenierte Porträtkonzerte.
Zudem wurde im Rahmen der Salzburger Osterfestspiele seine Multimedia-Arbeit Hydor aufgeführt.
Mit der Komposition Antidoron (gesegnetes Brot) für elektrisch verstärktes Streichquartett errang er den 1. Preis des renommierten Witold-Lutosławski-Award in Warschau (2004); die Aufführung erfolgte in der Warschauer Philharmonie mit dem (nach Arthur Rubinstein benannten) Rubinstein Quartet.
2003 komponierte Elia das Multimedia-Werk „Strophes“ für die Gläserne Manufaktur von Volkswagen in Dresden. In diesem Werk setzte er zum ersten Mal das Automobil als klanglichen Bestandteil seiner Musik ein (siehe unten: „Der Fahrzeuge-Zyklus“).
Zwischen 2003 und 2006 war er künstlerisch-wissenschaftlich forschend am Mozarteum Salzburg beschäftigt. Elia hält regelmäßig Vorträge und Gastkurse, u. a. an der Hochschule für Musik und Theater Felix Mendelssohn Bartholdy in Leipzig („Klangszenen- und Musiktheaterimprovisation“), im Rahmen der Salzburg Biennale („Wort-Klang-Musik“), für das Jahressymposion der Internationalen Gesellschaft für Polyästhetische Erziehung („Polyästhetische HörRaumGestaltung“) in Linz oder für die Stadt Mannheim im Rahmen ihrer Bewerbung zur Kulturhauptstadt Europas 2020 („Autosymphonic. Ein Event besonderer Art“).
2010 wurde Elia zum Präsidenten des „New Works“ Musikfestivals in Southampton gewählt. 2010 bis 2011 übernahm er die künstlerische Leitung des Multimedia-Events „autosymphonic“ in Mannheim.
Elia arbeitet bei Umsetzungen seiner aufwendigen Multimediawerke oft und eng mit seinem Bruder, dem Produzenten Elektronischer Musik Nick Elia, zusammen, wie zuletzt in „Vertumnus“ für elektronische Musik, Lautsprecher-Orchester und dreidimensional-interaktives Schattentheater, uraufgeführt auf der Hauptbühne des Mazedonischen Staatstheaters und Ballets (2009), als auch in „autosymphonic“.
Die Arbeit des Komponisten Marios Joannou Elia umfasst Kompositionen unterschiedlichster Genres und Besetzungen für die Oper ebenso wie für Konzerthäuser und reicht bis zu visionären Projekten und Konzepten für anspruchsvolle Eventkultur.
Eine Reihe seiner Werke hat Elia gezielt für besondere Anlässe entwickelt und produziert, wie das Chorwerk „Aquanauten“ (aufgeführt im Salzburger Mirabellgarten, 2007) oder die Medienoper „Die Reise des G. Mastorna“ (aufgeführt im Flughafen Salzburg im Rahmen des Mozartjahres 2006).
Seine Musik wird von internationalen Orchestern und Ensembles aufgeführt (SWR Sinfonieorchester Baden-Baden und Freiburg, SWR Vokalensemble Stuttgart, Deutsche Radio Philharmonie Saarbrücken-Kaiserslautern, Staatsorchester Stuttgart, Sinfonietta des Gewandhausorchesters Leipzig, Ensemble Modern, Moscow Contemporary Music Ensemble, Österreichische Ensemble für Neue Musik, Kinderchor der Staatsoper Stuttgart, Netherlands Accordion Orchestra etc.).
Opern, Musiktheater- und Tanzmusikwerke wurden u. a. von den Staatsopern Stuttgart, Hannover und Skopje beauftragt und aufgeführt.
Renommierte Konzerthäuser und Festivals wie die Berliner und Warschauer Philharmonie, das Festspielhaus Hellerau, die Queen’s Hall in Edinburgh, der Amsterdamer Muziekgebouw aan’t IJ, das Millenáris Theatrum Budapest oder die Ars Electronica Linz haben Elias Musik zum Erklingen gebracht.

## Polymedialität als Konzept
Elias Konzept basiert auf einer qualitativen Polymedialität, die zwei Dimensionen umfasst: Die werkimmanent-kompositorische und die Polymedialität auf der Ebene der Inszenierung. In der ersten Dimension werden unkonventionelle Musik- und musikfremde Medienelemente zu integralen Bestandteilen der Komposition. In der zweiten Dimension tritt die Komposition als Ganzes in ein dynamisches Wechselspiel mit anderen Kunstformen oder Medien.

## Der Fahrzeuge-Zyklus
Die „autosymphonic“ ist Teil eines Werke-Zyklus, bei denen der Komponist verschiedene Fahrzeuge als musikalische Instrumente eingesetzt hat.
Fahrräder spielten in „Der Wegweiser“ (UA Berliner Philharmonie, 2005), Motorräder in „Tempus tantum nostrum est“ (UA Salzburg Biennale, 2005), Elemente aus der Luftfahrt in „Die Reise des Guido Mastorna“ (UA Flughafen Salzburg, 2006) und Schiffskomponenten in „En plo“ (UA Akademie der Künste Berlin, 2007) eine tongebende Rolle.
In zwei Kompositionen stand auch schon das Automobil als Kernmotiv und künstlerisches Mittel im Fokus: bei der Komposition „Strophes“ für den Raum der Gläsernen Manufaktur in Dresden (2003) und der Oper „Die Jagd“, aufgeführt im großen Showroom der Schwabengarage Stuttgart.

## Die Jagd (Oper)
Elia komponierte mehrere Opern und Musiktheaterwerke. Seine letzte Oper, Die Jagd, eine Auftragskomposition der Staatsoper Stuttgart, ist für 4 Sänger, 3 Schauspieler, Jagdchor, zwei Sprechchöre, 20 aufgenommene Stimmen, instrumentales Ensemble in zwei Gruppen, Autosextett und Elektronik komponiert (2008). Die Uraufführung erfolgte von der Staatsoper Stuttgart, in Koproduktion mit dem Theater Rampe Stuttgart.

## Autosymphonic
Für das Finale der Feierlichkeiten des 125. Geburtstags des Automobils komponierte Elia die Open-Air-Multimedia-Sinfonie autosymphonic, eine Auftragskomposition der Stadt Mannheim. Das einstündige Werk ist für 265 Musiker geschrieben: Sinfonieorchester, 81 Automobile und 120 Percussionisten, Chor, Kinderchor, Popband, Vokalensemble, Perkussions-Oktett, Live Electronics und ein 360-Grad-Beschallungssystem. Die Uraufführung fand am Friedrichsplatz Mannheim vor 20.000 Zuhörern statt. Die Sinfonie wurde von Horst Hamann visualisiert.
Nach einem zehnmonatigen 'Autocasting' kreierte Elia das weltweit erste Autoorchester. Die 81 Fahrzeuge des Autoorchesters aus allen Epochen spielen Mannheimer Jugendliche wie „Instrumente“. Der IV. Teil ist für Sinfonieorchester, Chor, Perkussionsquintett und die Sänger und Rapper der Popband Söhne Mannheims und Xavier Naidoo gesetzt. Der Titel des Songs heißt „Der Traum“ [alias „Das Automobil“ oder „500 Pferde“].

## Autotrio
Das „Autotrio“ für Benz-Patentmotorwagen, Aero 6218R und Mercedes-Benz E 200 CGI Cabrio entstand im Jahr 2010. Die Uraufführung erfolgte im Mozartsaal des Mannheimer Rosengartens, anlässlich des Neujahrsempfangs des Oberbürgermeisters der Stadt Mannheim am 6. Januar 2011, und begeisterte 2.300 Zuhörer. Die Autos wurden als Musikinstrumente von 14 Musikern gespielt. Es spielten Dozenten und Studierende der Popakademie Baden-Württemberg, dirigiert hat Harald Braun vom Nationaltheater Mannheim. Das „Autotrio“ wurde u. a. auf der Stallwächterparty 2011 der baden-württembergischen Landesvertretung in Berlin aufgeführt.

## Preise und Ehrungen
Für seine bisher rund 70 Werke nahezu aller Musikgattungen erhielt er eine Reihe der höchsten internationalen Auszeichnungen: z. B. gewann er den Counterpoint-Preis „Luciano Berio“ in New York (2010), den Hof-Klang Preis der Gesellschaft für Kunst und Kritik Leipzig (2010), den Kazimierz-Serocki-Preis in Warschau (2008), den Edison-Denisov-Preis in Moskau (2007), den Recherche-Preis des Mozarteums Salzburg, der Klangspuren Schwaz Tirol und des Ensemble recherche Freiburg im Breisgau (2007), den Publikumspreis des internationalen Musikfestivals der koreanischen Gesellschaft der Musik des 21. Jahrhunderts in Seoul (2006), den Giannis-Papaioannou-Kompositionspreis der Griechischen Musikgesellschaft in Athen (2004) sowie den Witold-Lutosławski-Preis in Warschau (2004).
Für sein Werk „Strophes“ erhielt er 2005 in München den BMW-Förderpreis der Musica Viva und des Bayerischen Rundfunks. 2007 wurde Elia der Theodor-Körner-Preis in Wien verliehen und von Heinz Fischer, dem Bundespräsidenten Österreichs, geehrt. 2009 ehrte ihn gleichermaßen für sein bisheriges Schaffen der Kulturminister Zyperns. 2010 wurde er in Zypern zum „Künstler des Jahres“ und in Southampton zum Präsidenten des „New Works“-Musikfestivals gewählt. Für 2011 war er für den Johnnie Walker Man of the Year Award nominiert.
Weitere Auszeichnungen erhielt er von der Akademie Schloss Solitude in Stuttgart, der Kunststiftung Baden-Württemberg, der Akademie der Künste Berlin, der Hanne-Darboven-Stiftung in Hamburg, der Allianz Kulturstiftung in München, des Europäischen Zentrums der Künste Hellerau in Dresden und der Leventis-Stiftung in Paris.

## Kompositionen (Auswahl)
- Sound of Kyoto (2018)[25]
- Telenauten, für Sprechchor, Text von Wolfgang Welsch, Auftragskomposition der Internationalen Gesellschaft für Polyästhetische Erziehung (2017)[26]
- Naval Symphony, für Soprano, Tenor, Sinfonieorchester, Chor und Kinderchor. Komponiert für das Eastern Economic Forum 2017, Auftragskomposition der Primorje Philharmonic Society (2016–17)[27]
- Sound of Vladivostok, für Theremin, E-Gitarre, Sprechgesang, Soprano, Kirchenglocken, Sinfonieorchester, Blasorchester, 3 Chöre, Kinderchor, Kleintrommel-Ensemble, Korean Drum Ensemble, E-Violin Trio, aufgenommene Klänge etc. Auftragswerk der Stadt Vladivostok (2016–17)[28]
- Abschied, für Sopran, Tenor, Chor, Violoncello I-II, Gitarre solo und Gitarrenorchester (2016). Auftragskomposition der Universität Mozarteum Salzburg
- Salz und Pfeffer, für Gitarrenquartett (2016)
- Ulmer Oratorium, Open-Air Oratorium für 400 Musiker (10 Solisten, philharmonisches Orchester, Blasorchester, 7 Chöre, Glockenorchester, diverse Schlagzeugensembles, Bauhütte-Ensemble, Elektronik) (2013–14). Bislang unaufgeführt; vorgesehene Uraufführung 2015 zum Turm-Jubiläum des Ulmer Münsters konnte nicht stattfinden[29]
- Autosymphonic, Open-Air Multimedia-Sinfonie für 290 Musiker (Sinfonieorchester, Chor, Kinderchor, Autoorchester, 120 Schlagzeuger und Schlagzeugoktett, Popband, Elektronik) (2010–11)
- Man and Machine, für Chor (2010–11)
- Im Auto über Land, für Kinderchor (2010)
- Autotrio, für drei Autos, 14 Schlagzeuger und Elektronik (2009) – Popakademie Baden-Württemberg und Nationaltheater Mannheim
- Vertumnus, für elektronische Musik und interaktives Schattentheater (2009) – Macedonian Opera and Ballet
- Airdance, für Robotikorchester (2009) – Ars Electronica
- Nichts. Als Wiederholung, Oper in 10 Szenen für 7 Solisten, Chor, Perkussion-Sextett und Kammerorchester (2008–09)
- Die Jagd (Oper), Oper in 16 Szenen für 7 Solisten, Jugendchor, Sprechchor, Kammerorchester, Autosextett, Elektronik (2008) – Staatsoper Stuttgart
- Elpis, für Akkordeonorchester (2008)
- Dornen, für großes Orchester (2007/09)
- Akanthai, für Kammerorchester (2007)
- Staubzucker, für Gitarrenquartett (2007)
- En Plo, für Kontrabassklarinette, Kontrabass, Lautsprecher-Orchester und Elektronik (2007)
- Thalatta, Thalatta!, für Mandoline und Ensemble (2007)
- Aquanauten, für Vokalensemble (2007)
- Der Flötenzauberflöte, Oper (2006)
- Die Reise des G. Mastorna, Medienoper (2006). Komponiert für Salzburg Airport
- Versteckspiel, für quintett (2006)
- Kinderspiel, für Soprano, Mezzo-Soprano und Ensemble (2006)
- C Story, für europäische und außereuropäische Instrumente (2006)
- Spiegel:Eye für Instrumentalensemble, 11 Lautsprecher und Live-Elektronik (2006)
- Der Wegweiser, für Sinfonietta (2005)
- Drei Löffel Zucker im Meer, für Vokalensemble (2005)
- Tempus Tantum Nostrum Est, für Vokalensemble und Motorräder Harley-Davidson (2005)
- Debate, für Ensemble (2005)
- As time goes by, Zeitoper (2005) – Staatsoper Hannover
- Tessera, für Blockflötenduo und Kontrabasstrio (2004)
- Holy Bread, für Streichquartett (Violinsolo und Streichtrio) (2004)
- Whiteblack, für Bariton und Ensemble (2003/05)
- Strophes, für 11 Vokalsolisten, Instrumentalensemble, Lautsprecher-Ensemble und Elektronik (2003/04). Komponiert für die Gläserne Manufaktur in Dresden.
- With a pair of scissors and a thousand threads, für Violine und einen Gitarristen mit zwei Gitarren (2002) – Cambridge University

## Buch
Im September 2017 veröffentlichte der Mainzer Verlag Schott Music Elias Buch „The Concept of Polymediality. Literary Sources as an Inherent Polymedial Element of Music“.

## Filme
- 2012 Entexnos, Dokumentarfilm, CyBC Fernsehen, Regie: Neilos Iacovou, 32 Min.
- 2011 Die Mannheimer Autosinfonie – Entstehung eines Multimedia-Events (Dokumentarfilm), SWR Fernsehen, Regie: Ursula Schwedler, 45 Min.
- 2011 autosymphonic (Dokumentarfilm der Uraufführung), m:con Mannheim, Regie: Horst Hamann, 65 Min.